# Atari 2600
Consola Atari 2600 a fost lansată în octombrie 1977 și este prima consolă de jocuri de succes care a folosit casete ca mediu de stocare a jocurilor în loc să aibă jocurile programate în microcip. Prima consolă care a utilizat acest format a fost Fairchild Channel F, însă Atari 2600 primește credit pentru popularizarea conceptului plug-in in randul publicului jucător. 
Consola a fost comercializată inițial sub denumirea de Atari VCS (Video Computer System), fiind redenumită Atari 2600 ulterior lansării consolei Atari 5200 în anul 1982. Pachetul inițial cuprindea două controlere joystick o pereche de controlere "Paddle", și o casetă - inițial cu jocul Combat iar mai târziu Pac-Man.
Atari 2600 s-a bucurat de succes la scară largă, iar ca urmare, în mare parte a anilor 1980, "Atari" a devenit un sinonim pentru acest model în mass-media, și, prin extensie, pentru jocurile video în general.